# Hauteville (Alvernia-Rodano-Alpi)
Hauteville (Altavilla in italiano, desueto) è un comune francese di 351 abitanti situato nel dipartimento della Savoia nella regione dell'Alvernia-Rodano-Alpi.

## Società

### Evoluzione demografica
Abitanti censiti